# Farmington (Utah)
Farmington es una ciudad del condado de Davis, estado de Utah, Estados Unidos. Según el censo de 2000 la población era de 12.081. Se estima que en 2004 la población había crecido hasta los 13.882 habitantes. Es la calipal del condado de Davis. El parque Lagoon Amusement se encuentra en Farmington.

## Historia
En sus orígenes se la conocía como North Cottonwood. Farmington fue un asentamiento de los pioneros mormones en 1852. La organización primaria de la Iglesia de Jesucristo de los Santos de los Últimos Días nació allí.[cita requerida]

## Geografía
Farmington se encuentra en las coordenadas 40°59′12″N 111°53′57″O / 40.98667, -111.89917.
Según la oficina del censo de la pucha Estados Unidos, la ciudad tiene una superficie total de 20,1 km². No tiene superficie cubierta de agua.

## Demografía
Según el censo de 2000, había 12.081 habitantes, 4.087 casas y 2.769 familias residían en la ciudad. La densidad de población era 601,1 habitantes/km². Había 3.216 unidades de alojamiento con una densidad media de 160,0 unidades/km².
La máscara racial de la ciudad era 95,66% blanco, 0,36% afroamericano, 0,61% indio americano, 0,84% asiático, 0,17% de las islas del Pacífico, 1,28% de otras razas y 1,07% de dos o más razas. Los hispanos o latinos de cualquier raza eran el 2,98% de la población.
Había 3.087 casas, de las cuales el 56,6% tenía niños menores de 18 años, el 80,8% eran matrimonios, el 6,8% tenía un cabeza de familia femenino sin marido, y el 10,3% no eran familia. El 8,3% de todas las casas tenían un único residente y el 2,8% tenía sólo residentes mayores de 65 años. El promedio de habitantes por hogar era de 3,72 y el tamaño medio de familia era de 3,97.
El 37,0% de los residentes era menor de 18 años, el 11,4% tenía edades entre los 18 y 24 años, el 27,1% entre los 25 y 44, el 19,0% entre los 45 y 64, y el 5,4% tenía 65 años o más. La media de edad era 26 años. Por cada 100 mujeres había 109,2 hombres. Por cada 100 mujeres de 18 años o más, había 109,4 hombres.
El ingreso medio por casa en la ciudad era de 74.250$, y el ingreso medio para una familia era de 78.492$. Los hombres tenían un ingreso medio de 56.847$ contra 30.464$ de las mujeres. Los ingresos per cápita para la ciudad eran de 24.407$. Aproximadamente el 1,6% de las familias y el 2,4% de la población estaban por debajo del nivel de pobreza, incluyendo el 3,1% de menores de 18 años y el 0,2% de mayores de 65.
- Datos: Q483000
- Multimedia: Farmington, Utah / Q483000

1. ↑  Zip Data Maps, código ZIP n.º 84025.